# Novetlè
Novetlè (nom en valencien, officiel depuis le 31 mars 2023 ; en castillan : Novelé) (du 23 novembre 1988 au 30 mars 2023 la dénomination bilingue Novetlè/Novelé était officiel), est une commune d'Espagne de la province de Valence dans la Communauté valencienne. Elle est située dans la comarque de la Costera et dans la zone à prédominance linguistique valencienne.

## Géographie

Localisation de Novetlè
dans la Communauté valencienne.
dans la comarque de la Costera.

Depuis Valence, on accède à cette localité en prenant l'A-7 espagnole, puis en suivant la CV-40, et enfin en prenant la CV-645.

### Localités limitrophes
Le territoire communal de Novetlè est voisin de celui des communes suivantes :
La Granja de la Costera, Xàtiva, Torrella et Vallés, toutes situées dans la province de Valence.

## Démographie
| 1990 | 1992 | 1994 | 1996 | 1998 | 2000 | 2002 | 2004 | 2005 | 2006 | 2007 |
| ---- | ---- | ---- | ---- | ---- | ---- | ---- | ---- | ---- | ---- | ---- |
| 585  | 563  | 623  | 646  | 664  | 670  | 655  | 697  | 715  | 920  | 1015 |

## Administration
Liste des maires, depuis les premières élections démocratiques.
| Législature | Nom du Maire           | Parti politique |
| ----------- | ---------------------- | --------------- |
| 1979-1983   |                        |                 |
| 1983-1987   |                        |                 |
| 1987-1991   |                        |                 |
| 1991-1995   |                        |                 |
| 1995-1999   |                        |                 |
| 1999-2003   |                        |                 |
| 2003-2007   | Josefa Mateu Palomares | PSPV-PSOE       |
| 2007-2011   | Josefa Mateu Palomares | PSPV-PSOE       |